# Петър Алексов
Петър Алексов е български политик, привърженик на Националлибералната партия, общински съветник, търговец, кмет на град Фердинанд през периода 1900 – 1901 г.

## Биография
Роден е на 25 октомври 1868 г. в Долна Вереница, Кутловишко, завършва трето отделение и още в младежките си години се преселва във Фердинанд. Отваря кръчма до старата поща (дн. Областна администрация), има къща по пътя за гарата, до старото пазарище (дн. Градска градина), част от която отдава под наем на адвокати, прошенописци, ходатай и др. Има сведения, че е участвал в Балканската война. По време на Балканските войни (1912 – 1913 г.) предоставя помещения на офицери, квартируващи постоянно в града. Има регистрирана фирма за търговия с обущарски материали. Семейството му има три дъщери – Юлита, Антина и Екатерина, които се омъжват за представители на известни фамилии в града и син – Кирил, който умира в ранна възраст поради заболяване. Всичките му деца носят гръцки имена, защото тяхната кръстница е гъркиня. Умира през 1945 г. във Фердинанд на 77 години. 

## Политическа дейност
Кметската му дейност започва на 6 септември 1900 г., когато е освободен предишният кмет Иван Цеков – Куция и на същото заседание Общинският съвет избира за кмет общинският съветник Петър Алексов. Изборът му е утвърден с княжески указ № 275 от 22 септември същата година На 4 октомври подписва първата си заповед. Липсват общински протоколи с данни за неговото управление. Една от важните задачи на краткото му седеммесечно управление е въвеждането на мерки, заедно с медицинските власти за ограничаване на заболяванията от болестта скарлатина. Последната му заповед е от 30 април 1901 г. На 20 април същата година с указ №210 е разтурен Ферднандският общински съвет с формулировката „за лошо и немарливо управление общинските работи, чрез което е турил в опасност интересите на общината“, формулировка, с която най-често се оправдават уволненията по политически причини. Със същия указ избирателите са свикани на 20 май да изберат нов общински съвет, назначена е общинска тричленна комисия за провеждане на избора с председател Гераско Конов.
След прекратяване на кметската дейност Петър Алексов е общински съветник през 1904 – 1905 г. Участва в общинска комисия през 1919 г. за съставяне на правилници за извършваната работа и безопасност на труда от името на търговското съсловие, в качеството си на работодател. През 1926 г. е кандидат от Националлибералната партия в изборите за училищни настоятели, но не е избран, поради получения малък брой гласове.